# Seve Paeniu
Seve Paeniu (ur. 11 lutego 1965) - ekonomista Tuvalu, dyplomata, od 21 lutego 2006 roku wysoki komisarz tego kraju na Fidżi.
Wykształcony w Nowej Zelandii oraz na Hawajach, w swojej karierze zawodowej piastował wysokie stanowiska m.in. w ministerstwie finansów oraz ministerstwie edukacji i sportu. W 2000 roku wyjechał na trzy miesiące na Wyspy Marshalla, gdzie, działając z ramienia Azjatyckiego Banku Rozwoju, pełnił funkcję doradcy ekonomicznego.
Od 21 lutego 2006 pełni funkcję wysokiego komisarza Tuvalu na Fidżi, swoje listy uwierzytelniające złożył na ręce prezydenta tego kraju, Joni Madraiwiwi.